# Elias Chamlali
Elias Chamlali (* 20. März 2007 in Berlin) ist ein deutscher Synchronsprecher.

## Leben
Sein Vater Karim Chamlali ist ebenfalls Synchronsprecher und Schauspieler. Schwester Mina spricht Synchron, seit sie 5 Jahre alt ist.

## Sprechrollen

### Filme
- Chance Hurstfield (als „Aiden“) in The Package (2018)
- Filip Mathias Eide (als „Lillebror“) in Knerten und das große Weihnachtsabenteuer (2018)
- Luke Winters (als „Rick Armstrong“) in Aufbruch zum Mond (2018)
- Issac Ryan Brown (als „Brett“) in All I Want for Christmas Is You (2017)
- Zuckerstangenjunge in Die Eiskönigin – Olaf taut auf (2017)
- Jonathan O’Reilly (als „kleiner Junge“) in Dean – Wie das Leben eben spielt (2016)
- Charlie Luborsky (als „Brad“) in Der Spion von nebenan (2020)

### Serien
- Mel Malka (als „Salim“) in Tyrant  (2014) (Staffel 1, Episode 4)
- Nicolas Bechtel („Lewie Diaz“) in Mittendrin und kein Entkommen (2017)
- „Max“ in Max & Ruby (2018)